# Ben Olsen
Benjamin Robert „Ben“ Olsen (* 3. Mai 1977 in Harrisburg, Pennsylvania) ist ein ehemaliger US-amerikanischer Fußballspieler und jetziger Fußballtrainer. Er spielte über zehn Jahre für D.C. United in der Major League Soccer, ehe er im Oktober 2009 seinen Rücktritt bekannt gab.
Der physisch starke und während seiner aktiven Zeit für sein großes Laufpensum bekannte Olsen, spielte zunächst auf der rechten Mittelfeldposition und wechselte später ins Zentrum des Mittelfelds.

## Sportlicher Werdegang
Nachdem er bereits erfolgreich an der High School dem Fußballsport nachging und in einem Jahr der beste Spieler in Pennsylvania war, spielte Olsen drei Jahre College-Fußball an der University of Virginia und erzielte dort 34 Tore mit weiteren 41 Assists. Dabei wurde er im Jahr 1997 zu besten Collegespieler des Jahres („Soccer America Collegiate Player of the Year“) ernannt. Er schloss sich der Major League Soccer (MLS) als Spieler des Programms Project-40 an, einem von dem Unternehmen Nike gesponserten Joint-Venture zwischen der MLS und dem US-amerikanischen Fußballverband United States Soccer Federation (USSF), das jungen Fußballtalenten bei ihrer Entwicklung helfen wollte, und wurde dabei am 27. Dezember 1997 dem Verein D.C. United zugeteilt.
Bei D.C. United übertraf er sofort auf der rechten Mittelfeldposition sämtliche Erwartungen, erarbeitete sich auf Anhieb einen Stammplatz in der Saison des Jahres 1998 und wurde nach vier Toren und acht Vorlagen zum besten Neuling als „MLS Rookie of the Year“ ausgezeichnet. Zudem gewann er mit seiner Mannschaft den CONCACAF Champions Cup. In der anschließenden Saison konnte Olsen seine Leistungen weiter verbessern, erzielte in 26 Spielen neben 11 Assists fünf Tore und half seinem Team zum Gewinn des dritten MLS Cups in der Vereinsgeschichte und wurde im Endspiel mit dem Titel als wertvollster Spieler (MVP) prämiert. Auch seine dritte Saison in der Hauptstadt begann vielversprechend, bis er sich nach einer Kollision mit Zach Thornton, dem Torwart von Chicago Fire, den Knöchel brach, dadurch einen Großteil der zweiten Saisonhälfte verpasste und somit nur auf 13 Einsätze kam.
Nachdem die Verletzung verheilt war, wurde Olsen von D.C. United an den englischen Verein Nottingham Forest in die First Division ausgeliehen, beeindruckte die Verantwortlichen dort sehr schnell und wurde zu einem Publikumsliebling. Kurz vor einer dauerhaften Verpflichtung des englischen Traditionsvereins verletzte er sich jedoch erneut am Knöchel und diese vergleichsweise noch viel schwerwiegendere Verletzung beendete vorzeitig Olsens Ambitionen auf eine Karriere in Europa. Nach der kompletten Saison im Jahr 2001 verpasste er während seiner Zeit der Rekonvaleszenz auch noch nahezu die Hälfte der Spielzeit des Jahres 2002, bevor er nach 18 Monaten sein Comeback feiern konnte. Er kam für den Rest der Saison noch auf zehn Einsätze und bewies im Jahr 2003, dass er den Anschluss nicht verloren hatte. Da ihm die langwierige Knöchelverletzung einen Großteil seiner Schnelligkeit kostete, die ihn als Flügelspieler stets ausgezeichnet hatte, wechselte er ins zentrale Mittelfeld, wobei ihm die Umstellung aufgrund seiner überdurchschnittlichen Spielintelligenz schnell gelang. Auf dieser Position kam er in der Saison des Jahres 2004 auf 25 Einsätze, schoss drei Tore und erlangte seine zweite Meisterschaft. Auch im darauf folgenden Jahr absolvierte er 23 Meisterschaftspartien und erzielte dabei zwei Treffer.
In der folgenden Spielzeit konnte er seinen Stammplatz weiterhin innehalten und war stellvertretender Kapitän der Mannschaft. Am 20. Oktober 2009 gab er seinen Rücktritt aus dem Profifußball bekannt.

## Nationalmannschaft
In der Nationalmannschaft wurde Olsen nach seinem Debüt am 6. November 1998 gegen Australien lange Zeit als Idealbesetzung für die rechte Mittelfeldposition angesehen und war für die Vereinigten Staaten im Jahr 1999 ein Schlüsselspieler. Im Jahr 2000 gewann er zudem den US Cup und war Teil der Olympiaauswahl, die in Sydney den vierten Platz errang. Die zahlreichen Verletzungen zerstörten dann jedoch neben seiner Vereinskarriere auch die Ambitionen in der Nationalmannschaft nachhaltig.
Nach seinem Rückzug ins Zentrum des Mittelfelds gelang Olsen – nach zuvor nur sporadischen Einsätzen – dann über seine Teilnahme am CONCACAF Gold Cup 2005, als er in vier Spielen auflief, das Comeback in der Auswahl von Bruce Arena und er wurde im Jahr 2006 nach Toren gegen Guatemala und Jamaika in den Kader für die Fußball-Weltmeisterschaft in Deutschland berufen.

## Trainerkarriere
Kurz nach seinem Karriereende als aktiver Fußballer, wurde er am 5. Januar 2010 Co-Trainer unter Curt Onalfo bei DC United. Im August 2010 übernahm er den Posten des Chef-Trainer, nachdem Onalfo entlassen wurde, als Interimslösung. Am 29. November 2010 wurde er als offizieller Trainer bestätigt.

## Trivia
- Olsen malt in seiner Freizeit und beschäftigt sich dabei vor allem mit moderner Kunst. Sein Bruder Jeremy Olsen ist ebenfalls in der modernen Kunst aktiv.
- Er ist zudem ein lizenzierter Priester und leitete die Hochzeit seines ehemaligen Mannschaftskameraden Nick Rimando.
- Olsen ist seit Dezember 2006 mit Megan Schoen, einer Lehrerin an der Takoma Park Middle School, verheiratet.

## Erfolge
- MLS-Cup-Sieger: 1999, 2004
- CONCACAF-Champions-Cup-Sieger: 1998
- US-Open-Cup-Sieger: 2008